# NYC (группа)
NYC (эн-вай-си) — японский бой-бэнд, созданный в 2010 году агентством Johnny & Associates. 
Участниками группы являются Рëсукэ Ямада и Юри Титэн, которые являются участниками другой японской группы под названием Hey! Say! JUMP, и Юма Накаяма. 
До этого 7 июня 2009 года было сформировано подразделение из семи человек NYC Boys (стилизованное под NYC boys) для продвижения Мирового Гран-при FIVB 2009, мероприятия, которое началось 31 июля и закончилось 23 августа 2009 года.  Они исполняли тематическую песню «NYC» в Токио и Осаке перед каждой игрой.

## Название
Название группы составлено из первых букв их фамилий: «N» — Накаяма, «Y» — Ямада, «C» — Титэн.

## История
7 июня 2009 года, на концерте 
«Forum Shinkiroku!! Johnny's Jr. 1 Day 4 Performances Yaruzo!», было объявлено, что Рëсукэ Ямада и Юри Титэн из Hey! Say! JUMP присоединились к Юме Накаяме из B.I.Shadow, чтобы сформировать группу NYC Boys. 15 июля 2009 года был выпущен их первый сингл «NYC/Akuma na Koi», песня «NYC» стала темой мирового Гран-при FIVB 2009. Во время объявления о создании NYC Boys было сказано, что группа будет временной, активной только на время волейбольного турнира, который проходил с 31 июля по 23 августа, но даже после окончания турнира участники группы периодически воссоединялись, чтобы исполнить свои песни.
В ноябре СМИ объявили, что 31 декабря 2009 года они были приглашены на ежегодное музыкальное телешоу с самым высоким рейтингом в Японии Кохаку ута гассэн. Другие выступления были на FNS Kayosai 2 декабря. 1 января 2010 года СМИ объявили, что группа больше не будет временной и что Рëсукэ Ямада и Юри Титэн будут работать в качестве участников обоих Hey! Say! JUMP и NYC Boys в будущем.
3 марта 2010 года на сайте Johnny's было объявлено, что NYC without the boys (B.I.Shadow) выпустят новый сингл под названием «Yūki 100%», который является вступительной песней к аниме под названием Nintama Rantarō. Финальной темой станет объединяющая песня под названием «Yume no Tane». Их сингл был выпущен 7 апреля. Упомянутая песня «Yūki 100%» возглавила еженедельный хит-парад Japan Billboards Hot 100 и еженедельный чарт Oricon.
20 октября в Нью-Йорке был выпущен сингл под названием «Yoku Asobi Yoku Manabe». Сингл стал №1 в недельных чартах Oricon за первую неделю продаж.
9 марта 2011 года группа выпустила новый сингл под названием «Yume Tamago», который достиг первого места в ежедневном чарте синглов Oricon с 31 393 продажами и оказался на четвертой позиции в ежемесячном чарте синглов Oricon с 154 140 продажами, получив золотой сертификат RIAJ.
В феврале 2012 года NYC выпустили свой 4-й сингл под названием «Wonderful Cupid», содержащий сольную песню Юмы Накаямы «Glass no Mahou».
В мае NYC выпустили свой 5-й сингл под названием «HAINA!».

## Состав
- Юма Накаяма (яп. 中山 優馬 Накаяма Ю:ма), род. 13 января 1994 г.
- Рёсукэ Ямада (яп. 山田 涼介 Ямада Рё:сўкэ), род. 9 мая 1993 г.
- Юри Тинэн (яп. 知念 侑李 Тинэн Ю:ри), род. 30 ноября 1993 г.

### Бывшие участники
- Кэнто Накадзима
- Кикути Фума
- Хокуто Мацумура
- Юго Коити

## Дискография

### Синглы
| Релиз           | Название                         | Чарты | Продажи      |
| Релиз           | Название                         | JPN   | Продажи      |
| --------------- | -------------------------------- | ----- | ------------ |
| 15 июля 2009    | Akuma na Koi / NYC               | 1     | JPN: 287,000 |
| 7 апреля 2010   | Yuuki 100%                       | 1     | JPN: 122,000 |
| 20 октября 2010 | Yoku Asobi Yoku Manabe           | 1     | JPN: 118,000 |
| 9 марта 2011    | Yume Tamago                      | 2     | JPN: 148,218 |
| 4 января 2012   | Wonderful Cupid / Glass no Mahou | 1     | JPN: 110,132 |
| 25 мая 2012     | Haina!                           | 2     | JPN: 114,065 |

## Концерты
- Forum Shinkiroku!! Johnny's Jr. 1 Day 4 Performances Yaruzo!  (7 июня 2009 года)
- Johnny's Theater Summary 2010
- Hey! Say! JUMP & Yuuki 100% концерт при участии NYC (10 апреля - 29 мая 2011 года)